# 科纳巨尺蛾
科纳巨尺蛾（学名：Scotorythra megalophylla）是夏威夷群岛夏威夷岛特有及灭绝的一种尺蛾科物种。最后观察到它们是于1900年代。科纳巨尺蛾的翼展长约三英寸，是夏威夷第二大的蛾类，仅次于现时仍然生存的布氏烟草天蛾（Manduca blackburni）。